# Eremiascincus intermedius
Eremiascincus intermedius — вид сцинкоподібних ящірок родини сцинкових (Scincidae). Ендемік Австралії.

## Поширення і екологія
Eremiascincus intermedius мешкають у внутрішніх районах Північної Території та на крайньому сході Західної Австралії, на території пустелі Танамі та Великої Піщаної пустелі. Вони живуть на піщаних пустельних рівнинах, місцями порослих чагарниками та купинами трави, трапляються у більш вологих саванах.